# Списък с епизоди на „Ирис“
Това е списъкът с епизоди на сериала „Ирис“ с оригиналните дати на излъчване в Южна Корея и България.

## Епизоди
| Сезон | Епизоди | Оригинално излъчване | Оригинално излъчване | Издаване на DVD     | Издаване на DVD | Издаване на DVD | Издаване на DVD    | Среден рейтинг | Среден рейтинг | Среден рейтинг |
| Сезон | Епизоди | Премиера             | Финал                | Регион 2            | Регион 3        | Брой дискове    | Място в класацията | Национално     | Сеул           |                |
| ----- | ------- | -------------------- | -------------------- | ------------------- | --------------- | --------------- | ------------------ | -------------- | -------------- | -------------- |
| 1     | 20      | 14 oктомври, 2009 г. | 17 декември 2009 г.  | 12 февруари 2010 г. | 2 юли 2010 г.   | 8               | #1                 | 31,9%          | 33,1%          |                |
| 2     | 20      | 13 февруари 2013 г.  | 14 март 2013 г.      | Не е обявено        | Не е обявено    | Не е обявено    | Не е обявено       | Не е обявено   | Не е обявено   |                |

## Сезон 1: 2009
| 1 | 14 октомври 2009 г. | 1 август 2011 г.  | 25,4% (#2) |  |  |
| Ким и Джин са най-добри приятели от много дълго време и заедно са постъпили в 707-и Батальон за Специални Мисии. Ким се запознава с едно момиче в университета и се влюбва в нея след нощ, прекарана с нея, но така и не разбира името ѝ. На следващия ден разбира, че те не е била ученичка, а само е наблюдавала учебния процес. Същевременно приятел на Джин го запознава с нея, без да знае, че тя е момичето, в което Ким се е влюбил. Късно през нощта двамата биват отвлечени от неправителствената организация НСС и биват подложени на изпитания, преди да разберат, че момичето, в което те са се влюбили – Чои, всъщност е част от НСС. |                     |                   |            |  |  |
| 2 | 15 октомври 2009 г. | 2 август 2011 г.  | 26,1% (#1) |  |  |
| Ким и Джин научават къде са и се опитват да избягат. Стражите ги хващат и ги отвеждат при началника. Той им предлага да станат агенти на НСС и те приемат, с условието, че ще преминат през шестмесечна подготовка, ръководена от Чои – техен профайлър. Но те все още не знаят, че са влюбени в един и същ човек. На гостоприемна вечеря от началника Ким целува Чои и въпреки че тя е професионалист, започва да изпитва чувства към него. Същевременно Ким и Джин получават първата си мисия – самоличността и целта на група терористи, пристигащи в страната. С помощта на Чои те залавят един от тях, но убит от свой съюзник. Откриват, че целта на терористите е кандидат-президент на Корея. Откриват двама от групата и ги обезвредяват, спасявайки кандидата на косъм от смъртта. Той ги кани в дома си от благодарност и Ким си спомня, че вече го познава и си спомня катастрофата, убила родителите му. В това време се появява Вик. |                     |                   |            |  |  |
| 3 | 21 октомври 2009 г. | 3 август 2011 г.  | 29,3% (#1) |  |  |
| След като си спомня миналото си, Ким отива в сиропиталището, в което е израснал, за да разбере нещо повече за родителите си – ядрени физици, убити от незнаен човек след катастрофа. Въпреки че свещеникът му казва, че не знае нищо, той по-късно се свързва с началника на НСС за да потвърди лъжата. По-късно Ким, Джин и Чои получават отпуски за добре свършената работа и Ким и Чои заминават за Япония на романтична почивка, след която той ѝ разкрива за намеренията си, да се ожени за нея. Същевременно Вик убива охраната на Ким Ил-джунг, искайки „списъка на Ирис“. Той иска това и от Ил-джунг, но той отрича да знае нещо, след като се обажда на Хонг Сйонг-рйонг – ядрен физик от Северна Корея, временно скрил се в Унгария. След като чува убийството на своя колега по телефона, той иска убежище в Южна Корея и вече спечелилият изборите кандидат президент му позволява, поради интереса си към ядрени оръжия. По пътя за ескорта от Унгария Вик се появява, убива охраната и шофьорите, а после, оставен все още без отговор от Сйонг-рйонг, убива и него. |                     |                   |            |  |  |
| 4 | 22 октомври 2009 г. | 4 август 2011 г.  | 27,2% (#1) |  |  |
| След смъртта на Хонг епизодът повтаря част от първата сцена на първи епизод. Началникът дава солова мисия на Ким – да убие Юн Сунг-чул – лидер на партия в Северна Корея, временно гостуващ в Унгария, за да обсъди с бившия СССР ядрени оръжия, които смятат да използват за директна атака над САЩ. Ким трябва да предотврати това, за да няма размирици. Затова той се приготвя за мисията си и въпреки че са поставили стражи навсякъде, той получава заповед да изпълни мисията си. Идва моментът и Ким застрелва политика, слагайки началото на дълго преследване. Бива прострелян, но успява да се измъкне в апартамента си в Унгария и там той лекува раната си. По-късно той иска от началника на НСС да прати някого, за да го прибере, защото е ранен, но му бива отказано, защото би привлякло внимание. В кабинета на президента се обсъжда убийството на Сунг-чул и се стига до извода, че това е акт на Северна Корея, целящ да поддържа напрежението между Северна и Южна Корея. Обратно в апартамента на Ким, отвън го чака севернокорейската охрана и се изпраща екип към стаята му. Изведнъж на вратата се почуква. Ким отваря вратата със зареден пистолет в ръце, но вместо полицаи, влиза Са-у. Той си отдъхва и се приготвя да потеглят, но изведнъж Са-у вади пистолет и го насочва към него с думите „Съжалявам. Заповед.“ |                     |                   |            |  |  |
| 5 | 28 октомври 2009 г. | 5 август 2011 г.  | 30,3% (#1) |  |  |
| Севернокорейската охрана взривява апартамента и възпрепятства Са-у. Ким се измъква и се скрива в офис в ЖП гара. Същевременно в НСС той бива обявен за изменник, обвинен в шпионаж. Всичките му лични притежания и данни са изгорени. Началникът казва на Са-у, че заповедта му е заради миналото на Ким и че трябва да го убие преди севернокорейските полицаи. Те обаче го откриват и го преследват. Той се измъква, но хвърлят бомба от въздуха и той остава в безсъзнание за малко. Чои и Са-у са там и се опитват да го намерят. Той намира изоставен камион и бяга, като подминава Чои. Единственият му изход е блокиран, но той минава през охраната, но не стига далеч и те го държат под прицел. Когато отварят камиона, Ким не е вътре. Началникът на НСС се обажда на Ким и го заплашва, че ако се върне, Чои ще премине през същото. Той открива Чои и ѝ казва истината – какво се е случило дотогава. Те двамата се опитват да избягат, но северняците ги засичат, а Са-у има проследяващо устройство в тях. Той купува билети и се връща. Някой се обажда на Чои и колата избухва. Полицаите го откриват и прострелват. Той намира сили, взема кола и избягва. След дълго преследване, Хюн-джун краде самолет, Са-у го настига и се прицелва с картечница към излитащия самолет. |                     |                   |            |  |  |
| 6 | 29 октомври 2009 г. | 8 август 2011 г.  | 29,8% (#1) |  |  |
| Са-у стреля по самолета и той се разбива. Минават шест месеца. Чои е жива и е в депресия, търсейки някаква следа от Ким. Той се оказва жив, събужда се след шестмесечна кома в Унгария. Непознат мъж, който твърди, че е спасил живота му, му се обажда и му казва, че е част от голям заговор и той ще му помогне. Ким Сйонг-хуа, част от севернокорейското разузнаване, е в затвора, защото „все някой трябваше да отнесе вината за убийството на Сунг-чул“, а партньорът ѝ – не. Той се уговаря двамата с нея да открият Ким, който се е върнал обратно в Акита, Япония, и така да си върнат постовете. Сйонг-хуа намира Ким, но той я надмогва и я изоставя. Тя се връща, за да го убие, но не успява и вместо това стават приятели. Тя открива стаята с материалите около началника на НСС, Чои и него. По-късно тя му пише бележка, че трябва да изчезне за малко. Същевременно в НСС Чои научава, че Сйонг-хуа е арестувана там за притежание на снимки и разследване около НСС. Чои иска да разпита Сйонг-хуа и я пита дали Ким е жив, а тя отговаря, че не знае. Накрая Чои ѝ дава хапче. Тя го взема и се отравя. Викат линейка и я спасяват, но тя се събужда изненадващо в линейката и убива всички там, поемайки волана. Обратно в Акита, Япония, Ким е заловен от Японското разузнаване и те започват да го измъчват, чрез електрошок. |                     |                   |            |  |  |
| 7 | 4 ноември 2009 г.   | 9 август 2011 г.  | 31,1% (#1) |  |  |
| Ким иска оръжия от мафиот, но той го предава на Японското разузнаване. Там той бива измъчван, но пуснат със сделката да убие нечестен политик вместо тях за свободата си. По-късно той намира мафиота, взема оръжията и го убива. Сйонг-хуа звъни на партньора си и разбира, че родителите ѝ са мъртви. Тя започва да търси Ким, а по петите ѝ е Чои, която е дошла в Япония. С целта да намери Ким чрез Сйонг-хуа, тя ѝ дава фалшивото хапче. Когато Ким се прибира при семейството, което го е приютило, момичето – Юки, носи кръста, даден му от Хонг. Същевременно Сйонг-хуа се качва на влак с все още преследващата я Чои. Там тя разбира и двете се бият, но Сйонг-хуа се измъква. Междувременно група коли преминават границата между Северна и Южна Корея без разрешение и избухва скандал около това. Президентът се среща с началника на севернокорейското разузнаване, за да обсъдят идеята за обединяване на двете държави. Ким успява да прекоси границата с оръжията на кораб, но по пътя му се обажда Юки. Някой е избил семейството ѝ. Изведнъж на телефона се появява Вик и го привиква на мост, за да му даде USB устройството, което Хонг му е дал. Той отива там като снайперист, но вижда, че Вик държи Юки пленница и с бомба на гърдите. Ким идва и му дава фалшиво устройство с фалшива парола. Вик разбира и преди да направи каквото и да е, Ким хвърля бомбата във въздуха и тя избухва. Хваща Юки и се спуска с нея по едно въже по страничната страна на моста. Вик се прицелва в тях и започва да стреля, Ким се затичва с Юки по стената, но Вик успява да уцели въжето и те падат. |                     |                   |            |  |  |
| 8 | 5 ноември 2009 г.   | 10 август 2011 г. | 31,9% (#1) |  |  |
| Ким и Юки се приземяват него и се качват в кола, но Вик ги пресреща и блъска, последвано от престрелка, при която Юки умира. След погребението ѝ Ким осъзнава, че кръстът на Хонг, който бе в нея, е USB устройството. Когато се връща да го вземе, той среща Сйонг-хуа. В това време Са-у събира доказателства, че Ким е мъртъв и ги дава на Чои, карайки я да изпадне в още по-дълбока депресия. По-късно Са-у открива записи на „азиатски престъпник“, пратени от Японското разузнаване, и с изненада установява, че това е Ким. Когато решава да съобщи това на началника, открива Чои при него – тя се е върнала на работа. Обратно в Япония, Ким и Сйонг-хуа са намерили скривалище. Там те отварят файла в кръста и разбират за Ирис – както по-късно мъжът, спасил Ким, пояснява – тайна организация, крепяща се на размириците и войните между държавите. Ирис буквално създава и предизвиква войни, а след това само подклажда огъня. Според файла началника на НСС също е член. По-късно Вик намира убежището, но празно. Ким и Сйонг-хуа са избягали. Тя моли партньора си да се срещнат в Шанхай. Когато срещата се осъществява, Сйонг-хуа го води в антикварен магазин, където от сенките излиза Ким. |                     |                   |            |  |  |
| 9 | 11 ноември 2009 г.  | 11 август 2011 г. | 33,3% (#1) |  |  |
| |                     |                   |            |  |  |
| 10 | 12 ноември 2009 г.  | 12 август 2011 г. | 34,5% (#1) |  |  |
| |                     |                   |            |  |  |
| 11 | 18 ноември 2009 г.  | 15 август 2011 г. | 34,9% (#1) |  |  |
| |                     |                   |            |  |  |
| 12 | 19 ноември 2009 г.  | 16 август 2011 г. | 32,3% (#1) |  |  |
| |                     |                   |            |  |  |
| 13 | 25 ноември 2009 г.  | 17 август 2011 г. | 32,5% (#1) |  |  |
| |                     |                   |            |  |  |
| 14 | 26 ноември 2009 г.  | 18 август 2011 г. | 33,4% (#1) |  |  |
| |                     |                   |            |  |  |
| 15 | 2 декември 2009 г.  | 19 август 2011 г. | 35,5% (#1) |  |  |
| |                     |                   |            |  |  |
| 16 | 3 декември 2009 г.  | 20 август 2011 г. | 36,5% (#1) |  |  |
| |                     |                   |            |  |  |
| 17 | 9 декември 2009 г.  | 23 август 2011 г. | 39,1% (#1) |  |  |
| |                     |                   |            |  |  |
| 18 | 10 декември 2009 г. | 24 август 2011 г. | 37,8% (#1) |  |  |
| |                     |                   |            |  |  |
| 19 | 16 декември 2009 г. | 25 август 2011 г. | 36,4% (#1) |  |  |
| |                     |                   |            |  |  |
| 20 | 17 декември 2009 г. | 26 август 2011 г. | 41,8% (#1) |  |  |
| |                     |                   |            |  |  |
| Специален епизод | 23 декември 2009 г. |                   | 12,8% (#9) |  |  |
| Епизодът представя непоказвани сцени, зад сцените и интервюта с екипа на „Ирис“. |                     |                   |            |  |  |

## Сезон 2: 2013
Втори сезон е обявен скоро след финала на първи сезон. Той започва на 13 февруари 2013 г.